# Lauwil

Historisches Luftbild von Werner Friedli von 1953

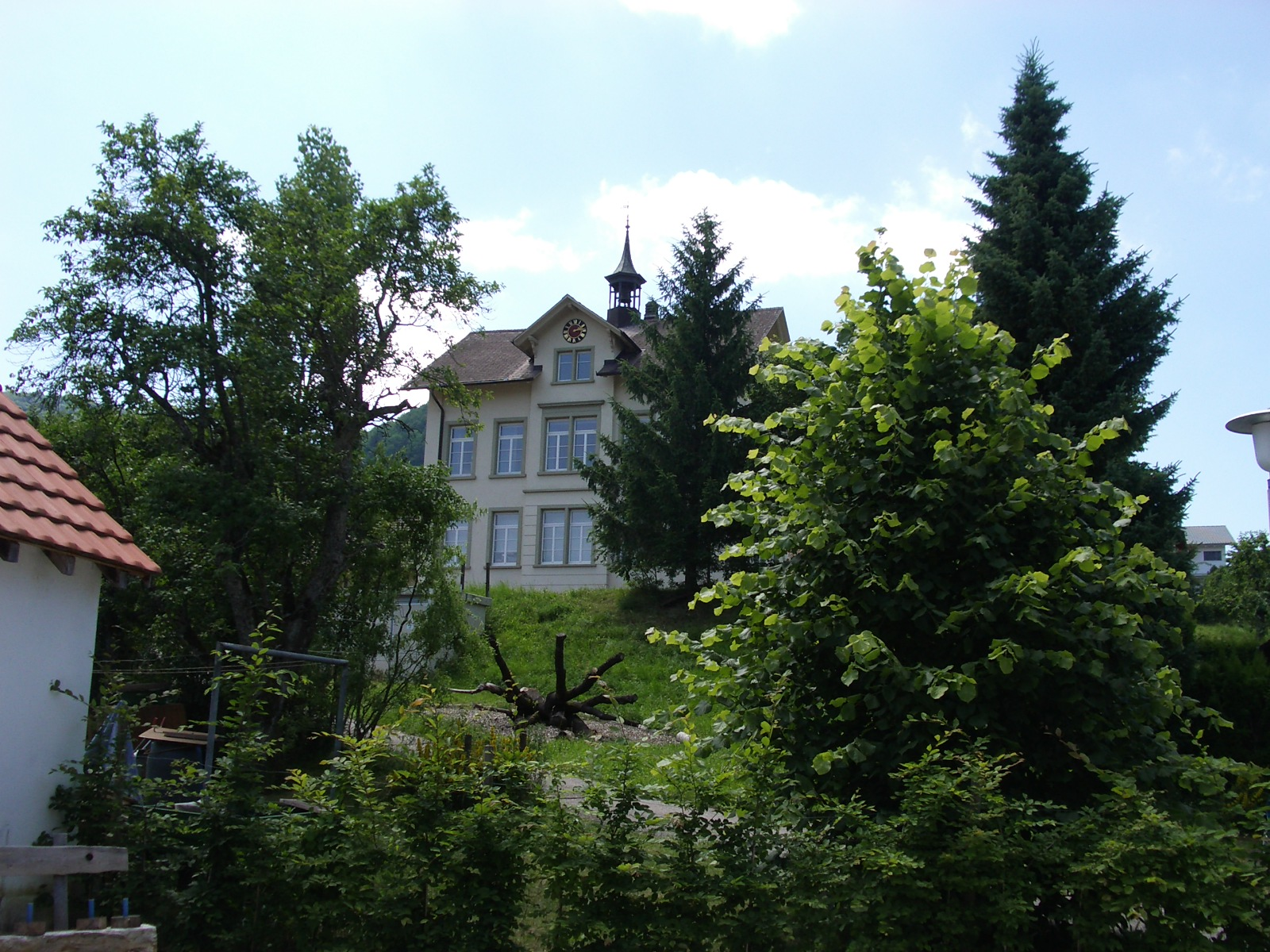
Altes Schulhaus

Lauwil (schweizerdeutsch: Louel) ist eine politische Gemeinde im Bezirk Waldenburg des Kantons Basel-Landschaft in der Schweiz.

## Geographie
Lauwil liegt im basellandschaftlichen Jura unmittelbar nördlich des Passwangmassivs. Das Dorf liegt auf 634 m ü. M. und gehört zum Bezirk Waldenburg. Seine Nachbargemeinden sind Reigoldswil, Bretzwil, Nunningen, Mümliswil-Ramiswil und Beinwil.

## Geschichte
1194 wird Luiwilre erstmals genannt. Im Mittelalter gehörte Lauwil zur frohburgischen Herrschaft Waldenburg. Aber auch die Herren von Ramstein und das Kloster Schönthal hatten Besitz im Dorf.
1949 fand man bei Grabungen Überreste der mittelalterlichen Kirche St. Romai (St. Remigius), die wahrscheinlich der Mittelpunkt einer Kirchgemeinde Reigoldswil-Lauwil war. Daneben gab es gleichzeitig am Fusse der Wasserfälle eine St.-Hilarius-Kapelle. 1536 brannte St. Romai ab und wurde 1562 mit gleichem Namen in Reigoldswil wiederaufgebaut. Von 1555 an war Reigoldswil-Lauwil kirchlich mit Bretzwil verbunden, und seit 1765 bildet Lauwil mit Bretzwil eine Kirchgemeinde.

## Wappen
Das Gemeindewappen erinnert an das Wahrzeichen Lauwils, die Hochwacht. In der Zeit der Trennungskämpfe lebte der Gedanke der Hochwachten wieder auf, als es galt, den isolierten, stadttreuen Gemeinden Hilfe zu bringen. So hatten die Basler bereits 1832 ein mit starker Wache versehenes Signal auf einem vorgelagerten Bergzug des Vogelbergs bei Lauwil errichtet, das man im Frühjahr 1833 nach Reklamation der Gegenpartei vorübergehend entfernte, den Posten aber beliess. Bei der Schaffung der Gemeindewappen hat die Gemeinde Lauwil 1944 in Erinnerung an das historische Geschehen das Hohwachtfeuer als Symbol in ihr Gemeindewappen aufgenommen. Das Wappen stellt drei rote Flammen über grünem Fünfberg auf silbernem Grund dar, die Lauwiler Flagge ist weiss-rot.

## Wirtschaft/Infrastruktur
Lauwil besitzt viele landwirtschaftliche und lokale Betriebe. Die beiden Restaurants und der Dorfladen sind geschlossen. Im Dorf gibt es einen Kindergarten sowie eine Schule (mit Unter- und Mittelstufe). Weiterführende Schulen befinden sich in der Nachbargemeinde Reigoldswil.

## Verkehr
Lauwil liegt nicht im Durchgangsverkehr, da die Kantonsstrasse in Lauwil endet (Sackdorf). Für den öffentlichen Verkehr verbindet die Buslinie 71 der Autobus AG Liestal die Ortschaft via Reigoldswil und Arboldswil mit dem Kantonshauptort Liestal.

## Sehenswürdigkeiten
- Wander- und Erholungsgebiet Wasserfallen (Bergrestaurant «Vogelberg»)
- Vogelberingung Ulmethöhe (Herbst)
- Whisky-Brennerei Hollen
- Fluggebiet Delta- und Paragliding

## Bilder

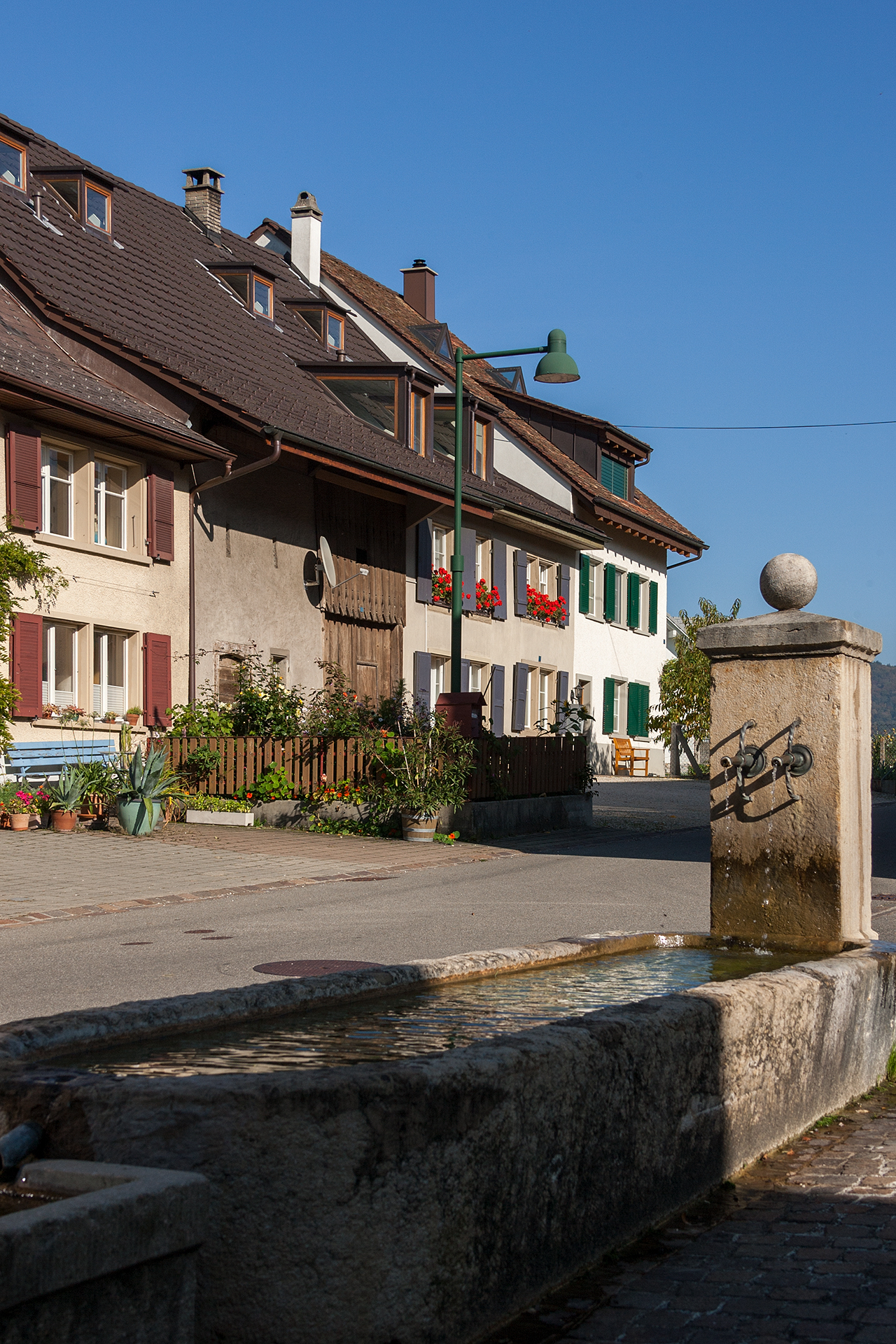
Dorfstrasse
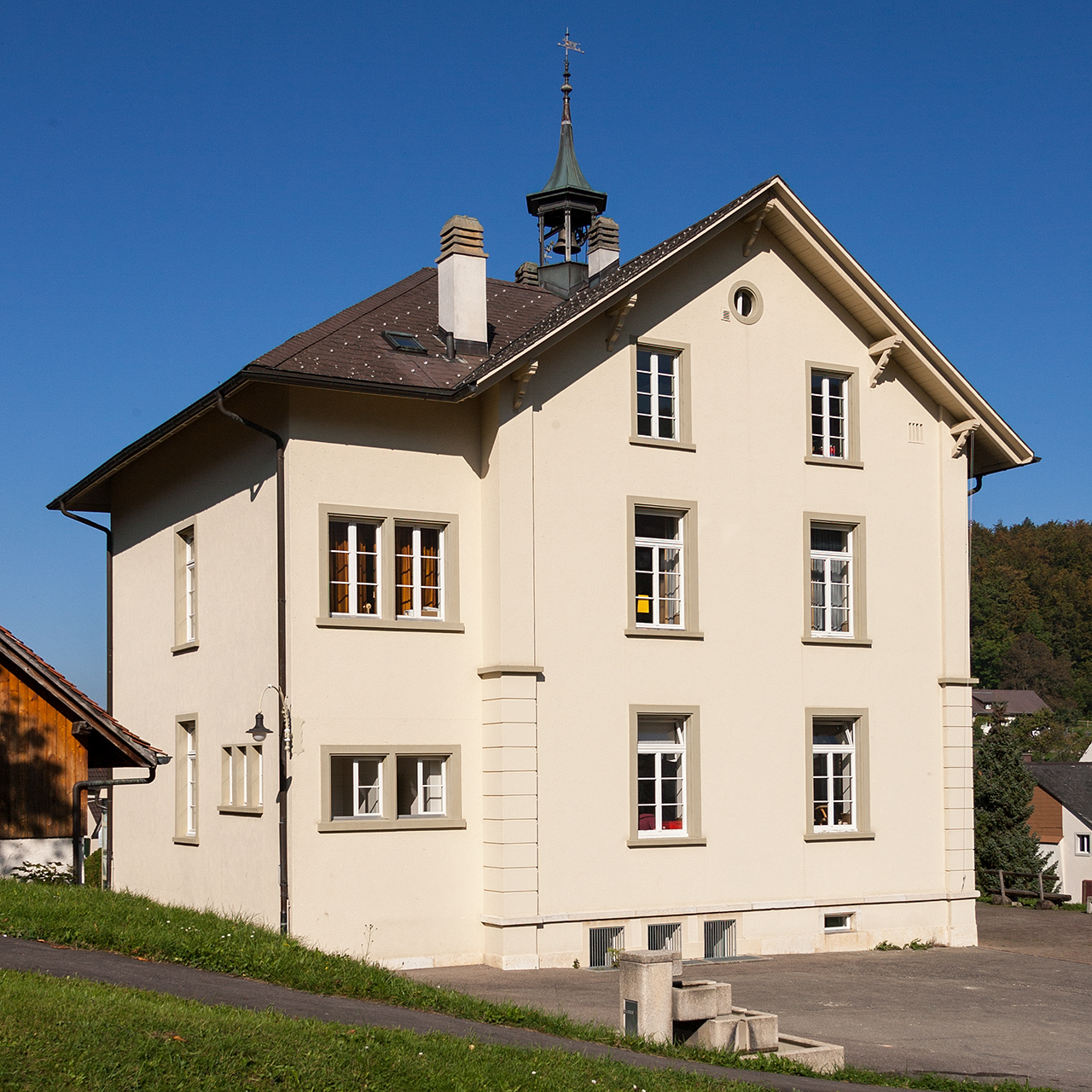
Schulhaus
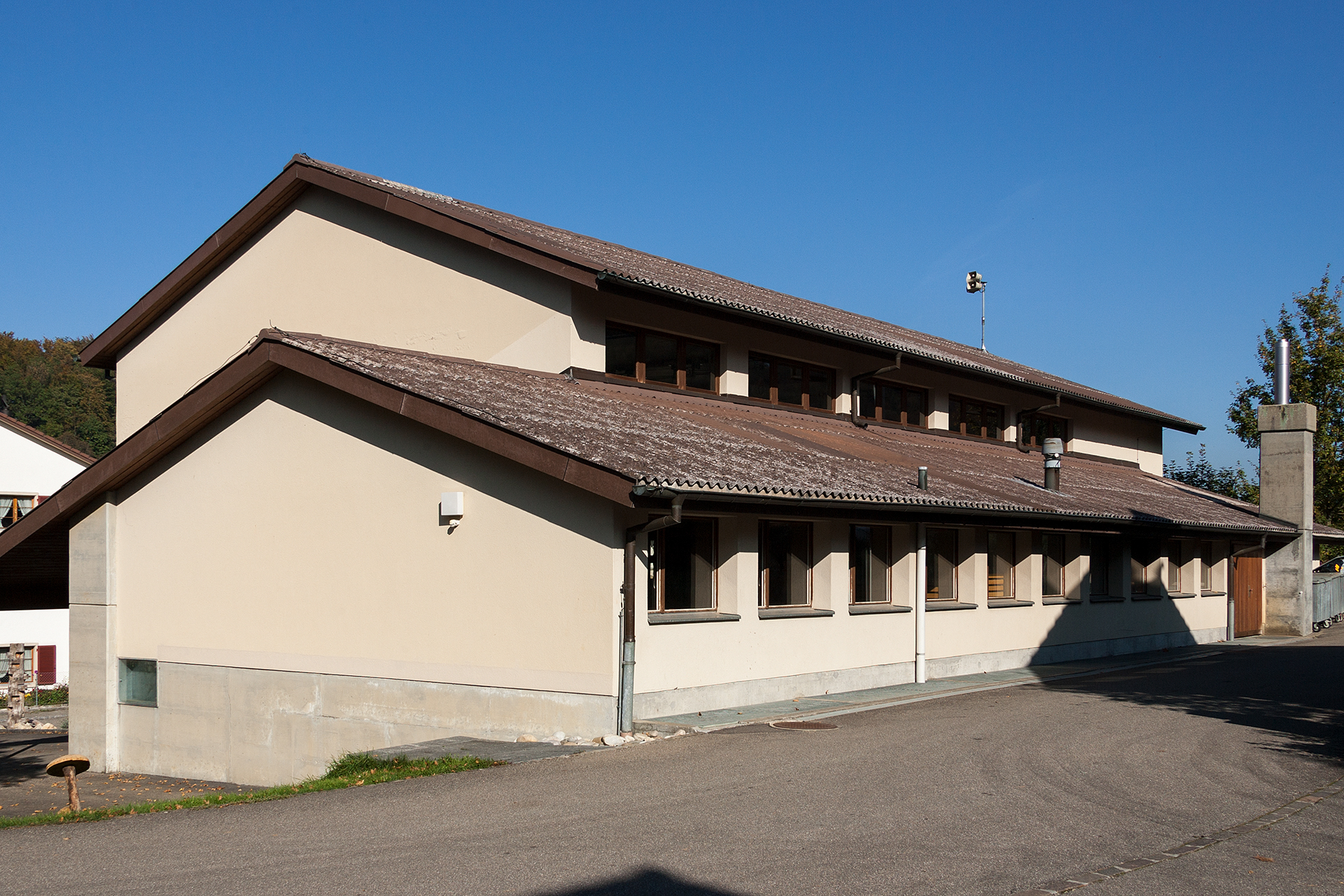
Turnhalle